# 심 (중국 성씨)

션 (shěn, 선, 심, 沈)씨는 중국의 성씨이다. 중국에 대략 650만명이 있다. 심지에 량(沈諸梁, 섭공 = 협공)의 후손인 예 (Yè, 엽, 섭, 叶 = 葉) 씨의 650만 명을 포함하면 중국에 대략 1300만명이 있다. 북송 대에 일부가 한국으로 귀화했고, 명(明)·靑(청)대에는 일본, 대만, 홍콩, 마카오, 싱가포르 등에 퍼졌다. 주나라 문왕(周文王)의 후손 동족 성씨(同族 姓氏)들을 모두 포함하면 대략 수억 명으로 중국 성씨 순위 1위, 2위를 다툰다.

## 중국
심(沈)씨는 중국의 건국시조 황제 헌원씨(黃帝 轩辕氏, 희(姬)씨)의 후손으로 주나라(周國)에서 계출된 성씨이다. 주나라 문왕(周文王)의 10번째 태자 담계 재(聃季載)가 심나라(沈國)를 건국하였는데, 채나라(蔡國)에게 멸망하였다. 담계 재(聃季載)의 후손이 나라이름으로 성(姓)을 명(命)하고 심씨(沈氏)라 일컬었다. 인물로는 심나라의 마지막 왕세자이며 초나라의 좌사마 심윤술 (沈尹戌, ? ~ BC 506년), 심나라의 마지막 왕손이며 초나라의 영윤 심제량 (沈諸梁, 섭공 = 엽공[葉公 = 叶公], 엽[섭, 叶 = 葉]씨의 시조, BC 529년 ~ ? ), 남조 송나라 제3대 황제 송 문제의 황후 명선황태후 심용희 (沈容姬, 414년 ~ 453년), 남조 송나라 시중 · 태위 심경지 (沈慶之, 386년 ~ 465년), 남조 송나라 시중 심문숙 (沈文叔, ? ~ 465년), 남조 제나라 초대 황제 고제 소도성의 부마 심문화 (沈文和, 중서시랑 역임, ? ~ 478년), 남조 제나라 시중 심문계 (沈文季, 442년 ~ 499년), 남조 제나라 시중 심소략 (沈昭略, ? ~ 499년), 남조 양나라 시중 심약 (沈約, 441년 ∼ 513년), 남조 진나라 초대 황제 무제 진패선의 부마이자 마지막 황제 후주 진숙보의 국구 심군리 (沈君理, 시중 역임, 525년 ~ 573년)와 그의 딸 후주황후 심무화 (沈婺華), 남조 진나라 제2대 황제 문제 진천의 국구 심법심 (沈法深)과 그의 딸 문황후 심묘용 (沈妙容, ? ~ 605년), 남조 진나라 시중 심흠 (沈欽, 503년 ~ 569년), 남조 진나라 시중 심각 (沈恪, 509년 ~ 582년), 당나라 초당 시기 대표적인 궁정시인 심전기 (沈佺期, 656년 ~ 714년), 당나라 제8대 황제 당 대종의 국구 심역직 (沈易直, 비서감 역임, 태사에 추증됨)과 그의 딸 예진황후 심진주 (沈珍珠), 당나라의 부마 심명 (沈明) · 심휘 (沈翬) · 심의 (沈礒) · 심분 (沈汾), 당나라의 대표적인 전기작가 심기제 (沈旣濟, 750년 ~ 800년), 송나라 대학자 심괄 (沈括, 1031년 ~ 1095년), 원나라 말기 ~ 명나라 초기 대부호이자 중국 부자의 상징 심만삼 (沈萬三, 沈万三, 1330년 ~ 1379년), 명나라의 대표적인 문인화가 심주 (沈周, 1427년 ~ 1509년), 명나라 내각대학사 수보 심일관 (沈一貫, 1531년 ~ 1615년), 임진왜란 때 조선에 파견된 명나라 사신 심유경 (沈惟敬, ? ~ 1597년), 임칙서의 사위이자 청나라 남양대신 심보정 (沈葆楨, 1820년 ~ 1879년), 청나라 군기대신·총리아문대신·병부상서 심계분 (沈桂芬, 1818년 ~ 1880년), 청나라 말기 근대 중국 법률을 초안한 인물이자 원세개 내각의 법부대신 심가본 (沈家本, 1840년 ~ 1913년), 중화인민공화국 초대 최고인민법원 원장(대법원장) 심균유 (沈鈞儒, 1875년 ~ 1963년), 근대 중국의 대표적인 작가이자 중화인민공화국 초대 문화부 부장(문화부 장관) 심안빙 (沈雁氷, 1896년 ~ 1981년) 등이 있다.

중국에서 심(沈)씨의 인구 순위는 1987년 통계 기준으로는 37위로 0.5%의 비율로 대략 650만명이며, 2006년 중국과학원 통계 기준으로는 49위로 0.42%의 비율로 대략 550만명으로 편차가 심하다. 심제량(沈諸梁, 섭공=엽공)의 후손인 엽(섭, 叶=葉)씨의 인구 순위도 1987년 통계 기준으로는 49위로 0.42%의 비율로 대략 550만명이며, 2006년 중국과학원 통계 기준으로는 42위로 0.49%의 비율로 대략 630만명으로 역시 편차가 심하다. 심(沈)씨와 엽(섭, 叶=葉)씨를 합치면 대략 0.9%의 비율로 인구 순위 20위이다. 주나라 문왕(周文王)의 후손 동족 성씨(同族 姓氏)들을 모두 포함하면 대략 수억명으로, 염제 신농씨(炎帝 神農氏, 강(姜)씨) 계열의 성씨와 중국 성씨 순위 1위, 2위를 다툰다. 중국 성씨(中國 姓氏) 대부분이 황제 헌원씨(黃帝 轩辕氏, 희(姬)씨)의 후손이거나 염제 신농씨(炎帝 神農氏, 강(姜)씨)의 후손이기 때문이다.